# Elena Projorova
Elena Projorova (Rusia, 16 de abril de 1978) es una atleta rusa, especialista en la prueba de heptalón, en la que ha logrado ser campeona mundial en 2001.

## Carrera deportiva
En el Mundial de Edmonton 2001 ganó la medalla de oro en la competición de heptalón, consiguiendo un total de 6694 puntos, quedando por delante de la bielorrusa Natallia Sazanovich (plata) y la estadounidense Shelia Burrell (bronce).